# 裴晨淞
裴晨淞（1993年7月30日—）中国足球运动员，现在效力于中超联赛球队广州富力。

## 职业生涯
裴晨淞在2013年2月加盟中超联赛球队广州富力。 
2014赛季他被时任广州富力主教练斯文·戈兰·埃里克森提拔到一队。 2016年10月22日，在广州富力客场1-3负于北京国安的比赛中，由于球队主力门将程月磊受伤，在下半场开始的时候替补上场，完成了他职业生涯的首秀。